# 諏訪坂
諏訪坂（すわざか）は、神奈川県横浜市鶴見区の地名。「丁目」のない単独行政地名。住居表示実施済区域。

## 地理
鶴見区の中央部に位置し、東に佃野町、南東に寺谷二丁目、南西に東寺尾北台、西に北寺尾二丁目、北に下末吉一丁目・五丁目と接している。
地名の由来は寺尾城主諏訪氏の館があった坂に因む。

## 歴史

### 沿革
- 1972年（昭和47年）6月5日 - 住居表示の実施に伴い、東寺尾町、鶴見町、北寺尾町の各一部を分離し、諏訪坂を新設[6]。

## 世帯数と人口
2025年（令和7年）6月30日現在（横浜市発表）の世帯数と人口は以下の通りである。
| 町丁   | 世帯数  | 人口    |
| ------ | ------- | ------- |
| 諏訪坂 | 936世帯 | 1,788人 |

### 人口の変遷
国勢調査による人口の推移。
| 年                 | 人口  |
| ------------------ | ----- |
| 1995年（平成7年）  | 1,978 |
| 2000年（平成12年） | 1,869 |
| 2005年（平成17年） | 1,740 |
| 2010年（平成22年） | 1,829 |
| 2015年（平成27年） | 1,746 |
| 2020年（令和2年）  | 1,881 |

### 世帯数の変遷
国勢調査による世帯数の推移。
| 年                 | 世帯数 |
| ------------------ | ------ |
| 1995年（平成7年）  | 862    |
| 2000年（平成12年） | 839    |
| 2005年（平成17年） | 823    |
| 2010年（平成22年） | 864    |
| 2015年（平成27年） | 856    |
| 2020年（令和2年）  | 904    |

## 学区
市立小・中学校に通う場合、学区は以下の通りとなる（2024年11月時点）。
| 番・番地等          | 小学校             | 中学校             |
| ------------------- | ------------------ | ------------------ |
| 1〜3番 7〜19番 21番 | 横浜市立豊岡小学校 | 横浜市立鶴見中学校 |
| 4〜6番 20番         | 横浜市立東台小学校 | 横浜市立寺尾中学校 |

## 事業所
2021年（令和3年）現在の経済センサス調査による事業所数と従業員数は以下の通りである。
| 町丁   | 事業所数 | 従業員数 |
| ------ | -------- | -------- |
| 諏訪坂 | 39事業所 | 198人    |

### 事業者数の変遷
経済センサスによる事業所数の推移。
| 年                 | 事業者数 |
| ------------------ | -------- |
| 2016年（平成28年） | 41       |
| 2021年（令和3年）  | 39       |

### 従業員数の変遷
経済センサスによる従業員数の推移。
| 年                 | 従業員数 |
| ------------------ | -------- |
| 2016年（平成28年） | 246      |
| 2021年（令和3年）  | 198      |

## 交通
- 国道1号（第二京浜国道）

## その他

### 日本郵便
- 郵便番号 : 230-0014[3]（集配局：鶴見郵便局[16]）

### 警察
町内の警察の管轄区域は以下の通りである。
| 番・番地等 | 警察署     | 交番・駐在所 |
| ---------- | ---------- | ------------ |
| 全域       | 鶴見警察署 | 末吉交番     |